# Joseph Heine
Joseph (von) Heine (* 28. November 1803 in Würzburg; † 4. November 1877 in München) war ein deutscher Mediziner und Regierungs- und Medizinalrat in der Pfalz.

## Von Würzburg in die pfälzische Provinz (1803–1848)
Joseph Heine wurde am 28. November 1803 als Sohn des Orthopädiemechanikers Johann Georg Heine in Würzburg geboren. Er besuchte bis 1824 das Würzburger Gymnasium und studierte anschließend in Würzburg und in München Medizin. 1827 legte er in Bamberg das Staatsexamen ab und wurde im gleichen Jahr mit einer Arbeit über Tuberkulose in Würzburg zum Doktor der Medizin promoviert. An der Würzburger Universitätsklinik Juliusspital war er Schüler von Johann Lukas Schönlein.
Heine vertiefte seine medizinischen Kenntnisse durch Auslandsreisen. So befasste er sich im Winter 1828/29 in Paris mit Hautkrankheiten und Chirurgie, letzteres bei Guillaume Dupuytren.
Die Abreise seines Vaters Johann Georg Heine nach Holland zwang Joseph 1829 zur Rückkehr nach Würzburg, wo er für ein Jahr zusammen mit seinem Vetter Bernhard das Karolinen-Institut leitete. 1830 trieb ihn das „Verlangen nach weiterer Ausbildung“ nach Wien und Warschau (1831), wo er Verwundete des polnischen Novemberaufstandes und Cholera-Kranke behandelte.
Selbst an Typhus erkrankt, musste er nach Bayern zurückkehren und er praktizierte als Arzt in Homburg am Main und in Würzburg, ehe er sich als Kantonsarzt im pfälzischen Waldmohr bewarb und mit der Ernennung 1836 königlich bayerische Beamter wurde, was er bis zu seinem Tode blieb. 1840 bewarb er sich um eine höhere Stelle, er wurde Kantonsarzt 1. Klasse in Germersheim (bis 1851).

## „Politisches“ Zwischenspiel (1848–1851)
Im Revolutionsjahr 1848 bewarb sich Joseph Heine um einen Sitz in der Frankfurter Nationalversammlung, unterlag aber knapp. Die politische Gesinnung des „Unpolitischen“, wie er sich selbst nannte, kann man als „großdeutsch, antirevolutionär“ bezeichnen. Seine zweite Bemühung um ein politisches Mandat war erfolgreich: Er wurde in die zweite Kammer des bayerischen Landtags gewählt. Das Mandat gab er 1851 wieder zurück und ging als Stadtgerichtsarzt und Krankenhausleiter nach Bamberg.

## Kreis- und Medizinalrat der Pfalz (1856–1875)
Ein weiterer Karrieresprung bedeutete die Ernennung zum Kreis- und Medizinalrat der Pfalz.
Ihm oblag die Oberaufsicht über das Gesundheitswesen dieses bayerischen Regierungsbezirks mit Sitz in Speyer. Bis zu seiner Pensionierung (1875) leistete er hervorragende Arbeit in seiner Zuständigkeit für die Überwachung der Ärzteschaft, der Krankenhäuser und Apotheken in der gesamten Pfalz. Er hatte keine eigene Arztpraxis, behandelte aber Freunde und Verwandte, aber auch mittellose Bürger. Seinen guten Verbindungen zur deutschen Ärzteschaft, z. B. zu Rudolf Virchow in Würzburg, war es zuzuschreiben, dass im Sommer 1861 die 36. Versammlung der deutschen Ärzte und Naturforscher in Speyer stattfand.

## Das Verhältnis zum Vater
Als Johann Georg Heine 1829 Würzburg und die Familie verließ, um in den Niederlanden zu arbeiten, musste dies für den Sohn Joseph ein schwerer Schock gewesen sein. Ein späteres Angebot des Vaters, in Brüssel ein Haus als Heilanstalt zu übernehmen, lehnte er ab und vollendete lieber seine medizinische Weiterbildung in anderen europäischen Städten. Mit Besorgnis sah Joseph die Bemühungen des Vaters in Bereichen, der Medizin, für die er nicht qualifiziert war. Eine einzige Begegnung von Vater und Sohn gab es 1838, kurz vor dem Tod Johann Georgs. Joseph wollt dem schwer kranken Vater helfen, doch dieser beharrte starrköpfig auf der Selbstbehandlung mit fragwürdigen Methoden. In einer Schrift, die Joseph Heine 1842 veröffentlichte, rechnete er mit harten Worten mit dem Vater ab. Schweren Vorwürfe für dessen Bruch mit der Familie, aber auch sein unwissenschaftliches Vorgehen in seinem letzten Lebensjahrzehnt folgte überschwängliches Lob für den Orthopäden Johann Georg Heine.

## Joseph Heine und Anselm Feuerbach
Neben zahlreichen Freundschaften zu prominenten Zeitgenossen, wie dem bayerischen Minister Theodor von Zwehl, dem Verleger Johann Friedrich Cotta, dem Geschichtsphilosophen Peter Ernst von Lasaulx und Adolf von Zerzog, war vor allem die Beziehung Joseph Heines zur Familie Feuerbach besonders intensiv. Den Onkel des berühmten Malers, den Mathematiker Karl Wilhelm Feuerbach kannte und bewunderte Heine schon als Student und übertrug die Freundschaft nach dessen Tod auf den älteren Bruder Joseph Anselm Feuerbach, der in Freiburg Archäologie lehrte.
Heine erkannte früh das künstlerische Talent des Sohnes Anselm Feuerbach und versuchte, es zu fördern: er und von Zwehl wollten den jungen Maler zu Wilhelm von Kaulbach nach München schicken, doch der Zwanzigjährige reiste 1850 nach Antwerpen. Auf der Durchreise besuchte er Heine in Germersheim, damit der Geld für die Reise „rausrückt“, doch dann gesteht er: „Heine war mürrisch, und ich muss mich gleich verabschieden auf höfliche Weise, ich habe ihn satt, sehr.“ Damit brach die Verbindung – zumindest nach Ausweis der vorhandenen Quellen – ab. Anselm ging nach Paris und schließlich nach Rom, und Heine verlor ihn aus seinem Gesichtskreis.
Joseph Heine wurde bei seinem Eintritt in den Ruhestand 1875 mit dem bayerischen Personaladel ausgezeichnet. Er lebte noch zwei Jahre in München und starb dort am 4. November 1877.